# Paromenia zapala
Paromenia zapala är en insektsart som beskrevs av Young 1977. Paromenia zapala ingår i släktet Paromenia och familjen dvärgstritar. Inga underarter finns listade i Catalogue of Life.